# Adam Killian
Adam Nicholas Killian (West Hollywood, 12 agosto 1975) è un attore pornografico, regista e ballerino statunitense.

## Biografia
Nato e cresciuto a West Hollywood, si diploma in teatro/danza presso l'Università della California di Santa Cruz, in seguito vive per un anno in Germania, dove inizia ad esibirsi con vari gruppi. Intraprende inoltre un tour per tutta l'Europa, acquistando visibilità nel settore, permettendogli di lavorare a livello internazionale. Dopo aver ballato per un anno in uno spettacolo di burlesque maschile in Giappone, torna in California. Inizia la sua carriera come modello, go-go boy e ballerino esibendosi in feste ed eventi internazionali, come Hustball di Berlino, Black & Blue di Montréal, i Mardi Gras di New Orleans e Sydney, oltre a vari club di Ibiza.
È apparso in un servizio fotografico per la rivista Playgirl, con lo pseudonimo di Adam Nola. Viene introdotto nel settore pornografico gay partecipando ad un ruolo non sessuale produzione di Channel 1 Releasing The Hole. Continua a lavorare nel settore a livello produttivo, come cameraman e assistente di produzione per la Channel 1 Releasing di Chi Chi LaRue. Dopo circa sei anni passati dietro le quinte, nel 2008 debutta davanti alla macchina da presa con la sua prima scena di sesso, protagonista di una scena con Zeb Atlas per il film Best Men 2.
Negli anni seguenti lavora attivamente nel settore hard esibendosi come attivo e passivo per varie produzioni di Falcon Studios e Raging Stallion Studios, guadagnandosi sempre più visibilità tra i più noti porno attori. Nel 2010 ottiene ben 10 candidature ai Grabby Awards, vincendone tre, come miglior solista, miglior scena a tre e performer dell'anno. Parallelamente alla carriera di pornodivo, cura la produzione di vari film pornografici, lavorando come direttore della fotografia per le produzioni di Chi Chi LaRue.
Sempre nel 2010 lavora per il regista Bruce LaBruce per il progetto L.A. Zombie, film che mescola l'horror e pornografia.
Nel 2012 ottiene sette candidature ai Grabby Awards, tra cui "Performer of the Year", "Best Supporting Actor", "Best Versatile Performer" e una doppia candidatura nella categoria "Best Duo" con Michael Lucas e Tony Buff. A fine 2012 debutta alla regia con il film Cock Craze, prodotto da Raging Stallion Studios, di cui è anche interprete di una scena al fianco di Derek Parker.

## Filmografia

### Attore
- The Hole: Hardcore Version (2003) Jet Set Men (ruolo non sessuale)
- Best Men 2 - The Wedding Party (2008) Falcon Studios
- The Trainer (2009) Falcon Studios
- Taken: To The Lowest Level (2009) Channel 1 Releasing / Rascal Video
- Focus/Refocus (2009) Raging Stallion Studios
- Workin' it Out (2010) All Worlds / Channel 1 Releasing
- Morning Wood (2010) Falcon Studios
- Muscle & Ink (2010) Raging Stallion Studios
- Rhodes' Rules (2010) Mustang
- Steven Daigle Stalked (2010) Rascal Video, Channel 1 Releasing
- Arab Heat (2010) Raging Stallion Studios
- Snap Shot (2010) Falcon Studios
- L.A. Zombie (2010)
- Heat Wave (2010) (Lucas Entertainment)
- Sex Addict (2010) (Lucas Entertainment)
- Raising the Bar: Part One (2010) (All World Video)
- Trapped in the Game (2010) (Lucas Entertainment)
- Leading Men (2011) (All World Video)
- Assassin (2011) (Lucas Entertainment)
- Men in Suits: Gentlemen Vol. 1 (2011) (Lucas Entertainment)
- The Other Side of Aspen VI (2011) (Falcon Studios)
- Eye Contact (2011) (Lucas Entertainment)
- Back Door (2011) (Lucas Entertainment)
- Power Professionals: Gentlemen Vol. 2 (2011) (Lucas Entertainment)
- Impulse (2011) (Titan Media)
- Overheated (2011) (Titan Media)
- Fahrenheit (2011) (Falcon Studios)
- Heat Wave 2 (2011) (Lucas Entertainment)
- Uniform Men (2012) (Colt Studio)
- Fucked Down (2012) (Raging Stallion)
- Full Control (2012) (Alphamale Media)
- Grindhouse (2012) (Naked Sword)
- Cock Craze (2012) (Raging Stallion)
- Cock Tease (2013) (Raging Stallion)
- Hole 1 (2013) (Raging Stallion)

### Regista
- Cock Craze (2012) (Raging Stallion)
- Cock Shot (2013) (Raging Stallion)
- Cock Tease (2013) (Raging Stallion)
- Hole 1 (2013) (Raging Stallion)

## Premi

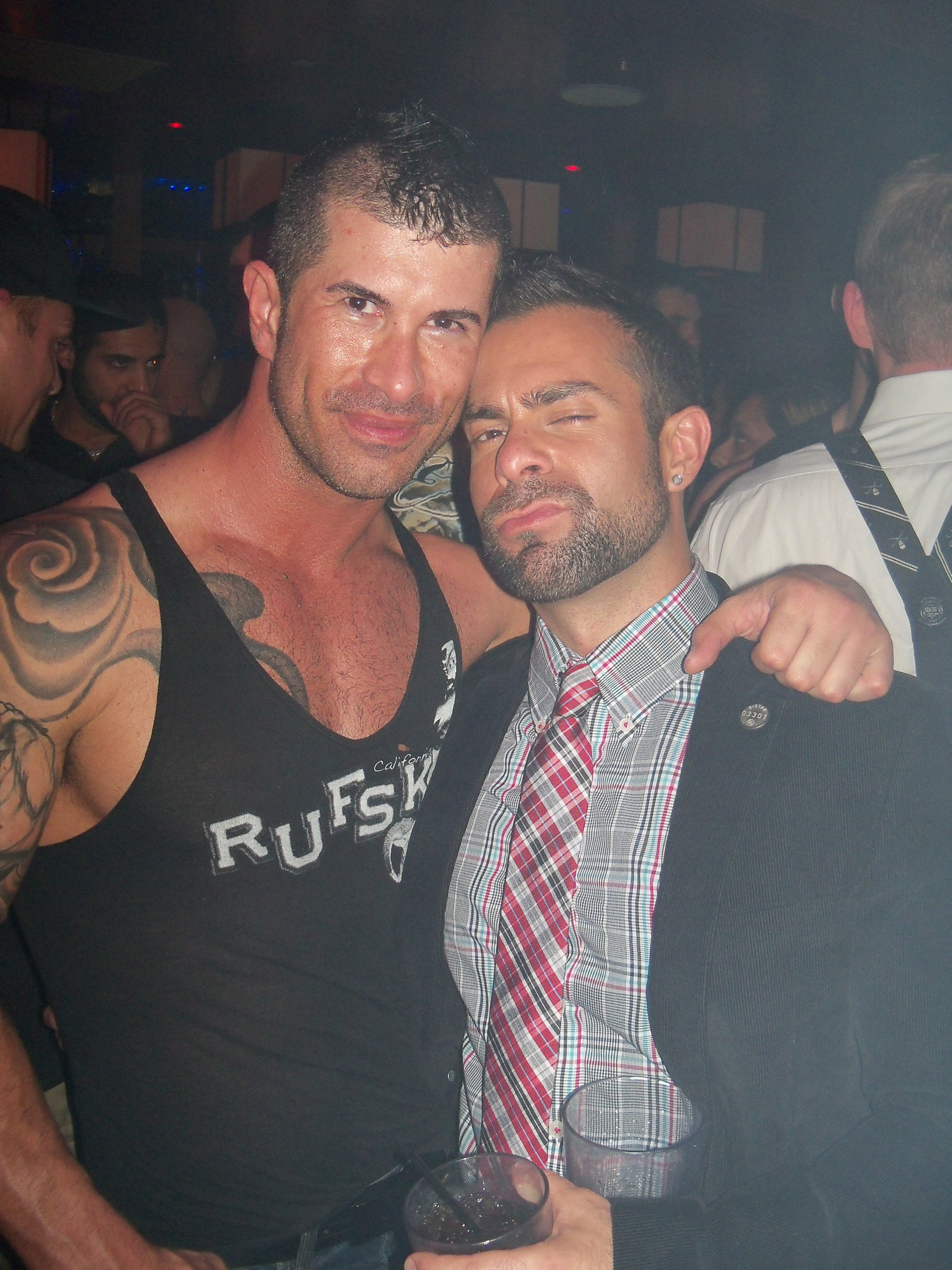
Adam Killian (sinistra) con Steve Cruz

- Grabby Awards 2010 - Performer of the Year (ex aequo con Tony Buff)
- Grabby Awards 2010 - Best Solo
- Grabby Awards 2010 - Best Three Way (con Leo Giamani e Ty Colt)
- JRL Gay Film Awards 2010 - Best Threesome Scene of the Year[3] (con Steve Cruz e Ricky Sinz)
- JRL Gay Film Awards 2010 - Best Group Sex Scene of the Year (con Phillip Aubrey, Jeremy Bilding e Luke Cassidy)
- JRL Gay Film Awards 2010 - Best Newcomer of the Year
- GayVN Awards 2010 - Best Solo Performance in Taken: To the Lowest Level
- XBIZ Awards 2012 - Performer of the Year[4]
- Grabby Awards 2012 - Best Versatile Performer[5]
- Grabby Awards 2012 - Best Duo (con Tony Buff)
- Grabby Awards 2013 - Best Solo per Fahrenheit[6]
- Grabby Awards 2014 - Best Group (con Diego Lauzen e Wagner Vittoria)